# Сем Нілл
Сем Нілл (англ. Sam Neill), ім'я при народженні — Найджел Джон Дермот Нілл (англ. Nigel John Dermot Neill; 14 вересня 1947 року, Ома, Північна Ірландія) — новозеландський актор кіно і телебачення, найбільш відомий роллю доктора Алана Ґранта у фільмах «Парк Юрського періоду» і «Парк Юрського періоду 3», а також роллю кардинала Томаса Волсі в телесеріалі «Тюдори». Є власником великої виноробні Two Paddocks в провінції Отаго. Офіцер Ордена Британської імперії.

## Біографія
Нілл народився в місті Ома в Північної Ірландії. Він став другим сином Дермота Нілла, армійського офіцера, випускника престижних військових навчальних закладів Гароу-Скул і Королівській військовій академії в Сандгерсті, новозеландця в третьому поколінні (після війни він служив в Північній Ірландії), і його дружини-англійки, Прісцили. Сім'я володіла компанією Нілл & Ко, що займалася продажем спиртних напоїв у Новій Зеландії.
Нілл з сім'єю повернувся в Нову Зеландію в 1954 році, де відвідував англіканську школу-інтернат для хлопчиків Крайстс-Коледж у місті Крайстчерч. Після цього він вступив у Кентерберійський університет, де вивчав англійську літературу, і саме там вперше виступив як актор. Далі він продовжив навчання в Університеті королеви Вікторії в Веллінгтоні, де здобув ступінь бакалавра мистецтв з англійської літератури.
У 1983 році у нього народився син Том від новозеландської актриси Лізи Гарроу, а в 1990 році — дочка Елена від візажистки Норіко Ватанабе, з якою Нілл одружився в 1989 році.

### Акторська кар'єра
Після непомітних робіт у новозеландському кіно як режисера і актора, Нілл зіграв свою першу головну роль у новозеландському фільмі «Сплячі пси» 1977 рік. Далі він знявся в австралійському фільмі «Моя блискуча кар'єра» (1979), де зіграв у парі з Джуді Девіс. Стрічка здобула численні призи і стала класикою місцевого кінематографа. У 1981 році він зіграв головну роль Дем'єна Торна в голлівудському блокбастері «Омен 3: останній конфлікт». Наприкінці 1970-х наставником Нілла був відомий британський актор Джеймс Мейсон.
Після того, як Роджер Мур знявся у своєму останньому фільмі про Джеймса Бонда в 1985 році, Нілл розглядався як його заміна в черговій серії «бондіани», «До потемніння в очах». На пробах він багатьом сподобався, в тому числі і режисерові Джону Ґлену, однак продюсер Кубу Броколі віддав перевагу Тімоті Далтону. На початку 1980-х Ніл здобув популярність у Британії завдяки ролям в декількох драмах, зокрема"Айвенго", і провідною роллю в серіалі «Рейлі: король шпигунів», за яку дістав першу номінацію на «Золотий глобус».
Сем Нілл відомий своїми провідними і другорядними ролями в таких великих (в основному американського виробництва) картинах, як «Мертвий штиль» (1989), Полювання за «Червоним Жовтнем» (1990), «Піаніно» (1993), «Сирени» (1994), «Парк Юрського періоду» (1993), «Горизонт подій» (1997), «Тарілка» (2000) і «Парк Юрського періоду 3» (2001).
Ніллу пропонували зіграти роль Елронда в кінотрилогії «Володар перснів» Пітера Джексона, проте він відмовився через зайнятість у третій частині «Парку Юрського періоду» (2001).

## Фільмографія
| Рік  | Українська назва                            | Оригінальна назва                     | Роль                                        |
| ---- | ------------------------------------------- | ------------------------------------- | ------------------------------------------- |
| 2022 | Світ Юрського періоду 3                     | Jurassic World: Dominion              | доктор Алан Грант                           |
| 2022 | Тор: Кохання та грім                        | Thor: Love and Thunder                | актор у ролі Одіна в театральній постановці |
| 2019 | Тихе серце                                  | Blackbird                             | Пол                                         |
| 2018 | Перегони на мільйон                         | Ride Like a Girl                      | Паді Пейн                                   |
| 2018 | Кролик Петрик                               | Peter Rabbit                          | містер Макгрегор                            |
| 2016 | Полювання на дикунів                        | Hunt for the Wilderpeople             | дядько Хек                                  |
| 2013 | Гострі Картузи                              | Peaky Blinders                        | Честер Кемпбелл                             |
| 2012 | Алькатрас                                   | Alcatraz                              | Емерсон Хаузер                              |
| 2012 | Клятва                                      | The Vow                               | батько Пейдж                                |
| 2011 | Мисливець                                   | The Hunter                            | Джек Мінді                                  |
| 2011 | Останній дракон: У пошуках магічної перлини | The Dragon Pearl                      | Кріс Чейс                                   |
| 2010 | Воїни світла                                | Daybreakers                           | Чарльз Бромлі                               |
| 2010 | Щасливе місто                               | Happy town                            | Мерріт Грівз                                |
| 2009 | Під горою                                   | Under the Mountain                    | містер Джонс                                |
| 2009 | Шкіра                                       | Skin                                  | Абрахам Лейнг                               |
| 2009 | У її шкурі                                  | In Her Skin                           | містер Рід                                  |
| 2008 | Декан Спенлі                                | Dean Spanley                          | Декан Спенлі                                |
| 2008 | Залізниця                                   | Iron Road                             | Альфред Нікол                               |
| 2007 | Янгол                                       | The Real Life of Angel Deverell       | Тео                                         |
| 2007 | Тюдори                                      | The Tudors                            | кардинал Томас Уолси                        |
| 2006 | Одержимість                                 | Irresistible                          | Крейг                                       |
| 2006 | Учень Мерліна. Повернення в Камелот         | Merlin's Apprentice                   | Мерлін                                      |
| 2005 | Маленька рибка                              | Little Fish                           | Жокей                                       |
| 2005 | Бермудський трикутник                       | The Triangle                          | Ерік Беніролл                               |
| 2005 | Дивовижна подорож Мері Брайант              | The Incredible Journey of Mary Bryant | Артур Філліп                                |
| 2004 | Вімблдон                                    | Wimbledon                             | Денніс Бребері                              |
| 2004 | Так                                         | Yes                                   | Ентоні                                      |
| 2004 | Джесіка                                     | Jessica                               | Річард Ранч                                 |
| 2004 | Зниклий                                     | Stiff                                 | Ліонел Меррікс                              |
| 2003 | Прекрасні незнайомці                        | Perfect Strangers                     | The Man}}                                   |
| 2002 | Брудні оборудки                             | Dirty Deeds                           | Рей                                         |
| 2002 | Доктор Живаго                               | Doctor Zhivago                        | Віктор Комаровський                         |
| 2002 | Підстава                                    | Framed                                | Едді Мейерс                                 |
| 2001 | Зберігач                                    | The Zookeeper                         | Людовик                                     |
| 2001 | Парк Юрського періоду 3                     | Jurassic Park III                     | Доктор Алан Грант                           |
| 2001 | Гранична глибина                            | Submerged                             | Чарльз Момсен                               |
| 2000 | Чарівний пудинг                             | The Magic Pudding                     | Сем Соунофф (голос)                         |
| 2000 | Тарілка                                     | The Dish                              | Кліфф Бакстон                               |
| 2000 | Знову в коледж                              | My Mother Frank                       | Професор Мортлок                            |
| 2000 | Скандал у Білому домі                       | Sally Hemings: An American Scandal    | Томас Джефферсон                            |
| 1999 | Двохсотрічна людина                         | Bicentennial Man                      | Сер Річард Мартін                           |
| 1999 | Молокаї: Історія отця Дам'яна               | Molokai: The Story of Father Damien   | Волтер Мюррей Гібсон                        |
| 1998 | Месники: Гра для двох                       | The Revengers 'Comedies               | Генрі Белл                                  |
| 1998 | Заклинатель коней                           | The Horse Whisperer                   | Роберт Маклін                               |
| 1998 | Великий Мерлін                              | Merlin                                | Мерлін                                      |
| 1997 | Крізь горизонт                              | Event Horizon                         | Доктор Вільям Вейр                          |
| 1997 | Білосніжка: Страшна казка                   | Snow White: A Tale of Terror          | Фрідріх Хоффман                             |
| 1996 | Діти революції                              | Children of the Revolution            | Девід Хойл, агент Дев'ять                   |
| 1995 | Королівська милість                         | Restoration                           | Король Карл II                              |
| 1995 | У пащі божевілля                            | In the Mouth of Madness               | Джон Трент                                  |
| 1995 | Перемога                                    | Victory                               | Містер Джонс                                |
| 1994 | Книга джунглів                              | The Jungle Book                       | Полковник Джеффрі Брайдон                   |
| 1994 | Сільська життя                              | Country Life                          | Доктор Макс Ескей                           |
| 1994 | Сирени                                      | Sirens                                | Норман Ліндсей                              |
| 1993 | Парк Юрського періоду                       | Jurassic Park                         | Доктор Алан Грант                           |
| 1993 | Театр спогадів                              | Family Pictures                       | Девід Еберлін                               |
| 1993 | Заручник                                    | Hostage                               | Джон Ренні                                  |
| 1993 | Піаніно                                     | The Piano                             | Алісдер Стюарт                              |
| 1992 | Спогади людини-невидимки                    | Memoirs of an Invisible Man           | Девід Дженкінс                              |
| 1992 | Воїн веселки                                | The Rainbow Warrior                   | Алан Галбрайт                               |
| 1991 | Один проти вітру                            | One Against the Wind                  | Майор Джеймс Леггатт                        |
| 1991 | Коли настане кінець світу                   | Until the End of the World            | Юджин Фітцпатрік                            |
| 1991 | Лихоманка                                   | Fever                                 | Елліотт                                     |
| 1991 | Смерть в Брунсвіку                          | Death in Brunswick                    | Карл Фіцджеральд                            |
| 1990 | Тінь Китаю                                  | Shadow of China                       | Телерепортер                                |
| 1990 | Полювання за «Червоним Жовтнем»             | The Hunt for Red October              | Капітан 2-го рангу Василь Бородін           |
| 1989 | Французька революція                        | La Révolution française               | маркіз Марі-Жозеф де Лафаєт                 |
| 1989 | Мертвий штиль                               | Dead Calm                             | Джон Інгрем                                 |
| 1988 | Крик у темряві                              | Evil Angels                           | Майкл Чемберлен                             |
| 1988 | Сила віри                                   | Leap of Faith                         | Оскар Огг                                   |
| 1987 | Хороша дружина                              | The Good Wife                         | Невілл Гіффорд                              |
| 1987 | Америка                                     | Amerika                               | Андрій Денисов                              |
| 1986 | В ім'я любові                               | For Love Alone                        | Джеймс Куік                                 |
| 1986 | Сильне ліки                                 | Strong Medicine                       | Вінс Лорд                                   |
| 1985 | Неспокійне серце                            | Plenty                                | Лазар                                       |
| 1985 | Збройне пограбування                        | Robbery Under Arms                    | Капітан Старлайт                            |
| 1984 | Чужа кров                                   | Le Sang des autres                    | Бергман                                     |
| 1984 | Сільські дівчата                            | The Country Girls                     | Містер Джентльмен                           |
| 1983 | Рейлі: король шпигунів                      | Reilly: The Ace of Spies              | Сідней Рейлі (Зигмунд Розенблюм)            |
| 1983 | Енігма                                      | Enigma                                | Дмитро Васильків                            |
| 1982 | Айвенго                                     | Ivanhoe                               | Брайан де Буа-Жильбер                       |
| 1982 | Атакуюча група «Зет»                        | Attack Force Z                        | Сержант Денні Костелло                      |
| 1981 | Далекий край                                | From a Far Country                    | Меріан                                      |
| 1981 | Одержима бісом                              | Possession                            | Марк                                        |
| 1981 | Омен 3: останній конфлікт                   | Omen III: The Final Conflict          | Деміен Торн                                 |
| 1980 | Люсінда Брейфорд                            | Lucinda Brayford                      | Тоні Дафф                                   |
| 1979 | Моя блискуча кар'єра                        | My Brilliant Career                   | Гаррі Бічем                                 |
| 1979 | Поза досяжністю                             | Just Out of Reach                     | Майк                                        |
| 1979 | Журналіст                                   | The Journalist                        | Рекс                                        |
| 1977 | Сплячі пси                                  | Sleeping Dogs                         | Сміт                                        |
| 1975 | Прах                                        | Ashes                                 | Священик                                    |
| 1975 | Зсув                                        | Landfall                              | Ерік                                        |

## Цікаві факти
- Для зйомки заключних сцен фільму «Крізь горизонт» Сему Ніллу доводилося вставати о 3 годині ночі, бо гримування займало 7-8 годин.